# Sabaria semifulva
Sabaria semifulva är en fjärilsart som beskrevs av Arnold Pagenstecher 1886. Sabaria semifulva ingår i släktet Sabaria och familjen mätare. Inga underarter finns listade.